# Radisne, Polonne
Radisne (în ucraineană Радісне) este un sat în comuna Velîka Berezna din raionul Polonne, regiunea Hmelnîțkîi, Ucraina.

## Demografie
Componența lingvistică a localității Radisne
     Ucraineană (97,77%)
     Rusă (1,34%)
     Alte limbi (0,45%)
Conform recensământului din 2001, majoritatea populației localității Radisne era vorbitoare de ucraineană (97,77%), existând în minoritate și vorbitori de rusă (1,34%).